# 碗梨螺
碗梨螺（学名：Pyrunculus phialus）为凹塔螺科梨螺属的动物。分布于日本，包括黄海、东海、海南等海域，属于温带性种类。其主要栖息于潮间带低潮线-潮下带水深100米细砂质底。

## 亚种
碗梨螺本來有三個亞種，除了原來的亞種以外，還有下列兩個亞種。這兩個亞種現時都已獨立成為單獨的物種，分別為：
- 东京梨螺（学名：Pyrunculus pyriformis tokyoensis），Habe于1950年命名。分布于日本，包括台湾海峡西部、广东、东海、黄海等海域，属于温带性种类。其主要栖息于潮间带浅水区至潮下带10-100米细砂质底。[2]
- 肥胖梨螺（学名：Pyrunculus pyriformis obesus），Habe于1950年命名。分布于日本以及中国大陆的大鹏湾等地，属于暖水性种类。其多见于潮间带浅水区至潮下带60米砂质底。[3]